# Martin de León
Martin de León CRSA (latinisiert Martinus Legionensis; * zwischen 1100 und 1130 in León; † 12. Januar 1203 ebenda) war ein spanischer katholischer Priester und Mitglied des Augustiner-Chorherren-Ordens.

## Leben und Werk
Matin de León unternahm nach 1154 eine Pilger- und Studienreise nach Santiago de Compostela, Rom, ins Heilige Land und nach Paris. Nach dieser Bildungsreise trat er vor 1185 in León dem Augustiner-Chorherren-Orden bei.
Sein aus Texten der Kirchenväter und Texten der beginnenden Scholastik kompiliertes Hauptwerk Veteris et Novi Testamenti Concordia (begonnen 1185) enthielt 54 Predigten sowie Kommentare zum Jakobus-Brief, zum 1. Petrusbrief, zum 1. Johannes Brief und zur Offenbarung des Johannes. Das Werk ist ein wichtiges Zeugnis der Theologie und der antijüdischen Apologetik im Spanien des ausgehenden 12. Jahrhunderts. In der Diözese León wird dieses Werk in einem lokalen Kult permanent aktualisiert und präsent gehalten.